# Llac Vänern

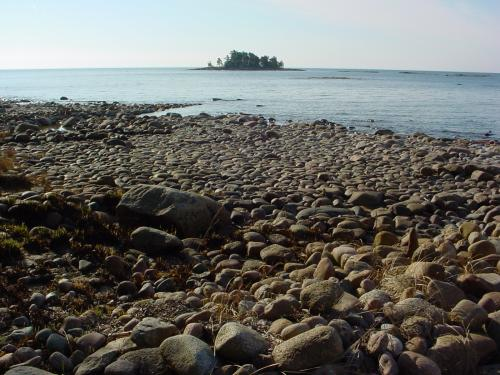
El llac Vänern

El llac Vänern és el llac més gran de Suècia i el tercer més gran d'Europa, després de Ladoga i Onega a Rússia. Es troba a les províncies de Västergötland, Dalsland i Värmland al sud-oest del país. Amb la seva superfície situada a 44 m amb una profunditat màxima de 106 m, el punt més baix de la conca de Vänern es troba a 62 m sota el nivell del mar. La profunditat mitjana és de 28 m, cosa que significa que el punt mitjà del fons del llac es manté per sobre del nivell del mar.
Vänern desguassa a Göta älv cap a Göteborg i l'afluent del Kattegat de l'oceà Atlàntic. És l'únic dels deu llacs més grans de Suècia que no drena a la costa oriental del país. A causa de la construcció del canal de Göta al segle xix, hi ha un camí d'aigua aigües amunt fins a Vättern i la costa est des de Vänern. La principal entrada d'aigua prové de Klarälven entrant a Vänern prop de Karlstad amb la seva font a Trøndelag a Noruega.

## Història
Geològicament, es va formar després de la darrera glaciació fa aproximadament 10.000 anys; quan el gel es va fondre, tota Suècia sencera es cobria d'aigua, creant un estret entre Kattegat i el Golf de Bòtnia. A causa de la subsegüent elevació de terra, els llacs com Vänern i Vättern quedaren separats del mar. Com a resultat, hi ha espècies fòssils que hi romanen des de la glaciació i que normalment no es troben en llacs d'aigua dolça.
La part sud-est del Vänern és una depressió que sembla haver-se creat per l'erosió de la roca sedimentària d'edat paleozoica durant la glaciació quaternària que va arribar a la zona. Aquesta erosió hauria tornat a exposar parts de la peneplanura subcambriana. Com que les costes sud i est són parts on la penplaura subcambriana s'inclina suaument cap al nord i l'oest, respectivament, el llac és més aviat poc profund en aquests llocs. La riba occidental del llac segueix en gran part una escarpa de falla associada a la falla de Vänern-Göta.
El llac modern es va formar després de la glaciació quaternària fa uns 10.000 anys; quan el gel es va fondre, tota l'amplada de Suècia es va cobrir d'aigua, creant un estret entre Kattegat i el golf de Bòtnia. A causa del fet que el següent ajustament postglacial va superar l'augment concurrent del nivell del mar, el llac Vänern es va convertir en una part del llac Ancylus que ocupava la conca del Bàltic. Vänern estava connectat al llac Ancylus per un estret a Degerfors, Värmland. L'elevació addicional va fer que llacs com Vänern i Vättern quedessin separats del Bàltic. Com a resultat, encara queden espècies de l'edat glacial que no es troben normalment als llacs d'aigua dolça, com l'amfípode Monoporeia affinis. Un vaixell víking va ser trobat al fons del llac el 6 de maig de 2009.
Una història explicada pel mitògraf islandès del segle xiii Snorri Sturluson a la seva Edda prosaica sobre l'origen de Mälaren probablement tractava originàriament de Vänern: el rei suec Gylfi va prometre a una dona, Gefjon, tanta terra com quatre bous podien llaurar en un dia i una nit, però va utilitzar bous de la terra dels gegants i, a més, va arrencar la terra i la va arrossegar al mar, on es va convertir en l'illa de Selàndia. L’Edda prosaíca diu que «les cales del llac corresponen als caps de Selàndia»; com que això és molt més cert per a Vänern, el mite probablement es tractava originalment de Vänern, no de Mälaren.
La batalla sobre el gel del llac Vänern va ser una batalla del segle vi registrada a les sagues nòrdiques i esmentada a l'èpica de l'anglès antic Beowulf. A Beowulf, es diu que Vänern es troba a prop de la ubicació del túmul del drac a Earnaness.

## Geografia

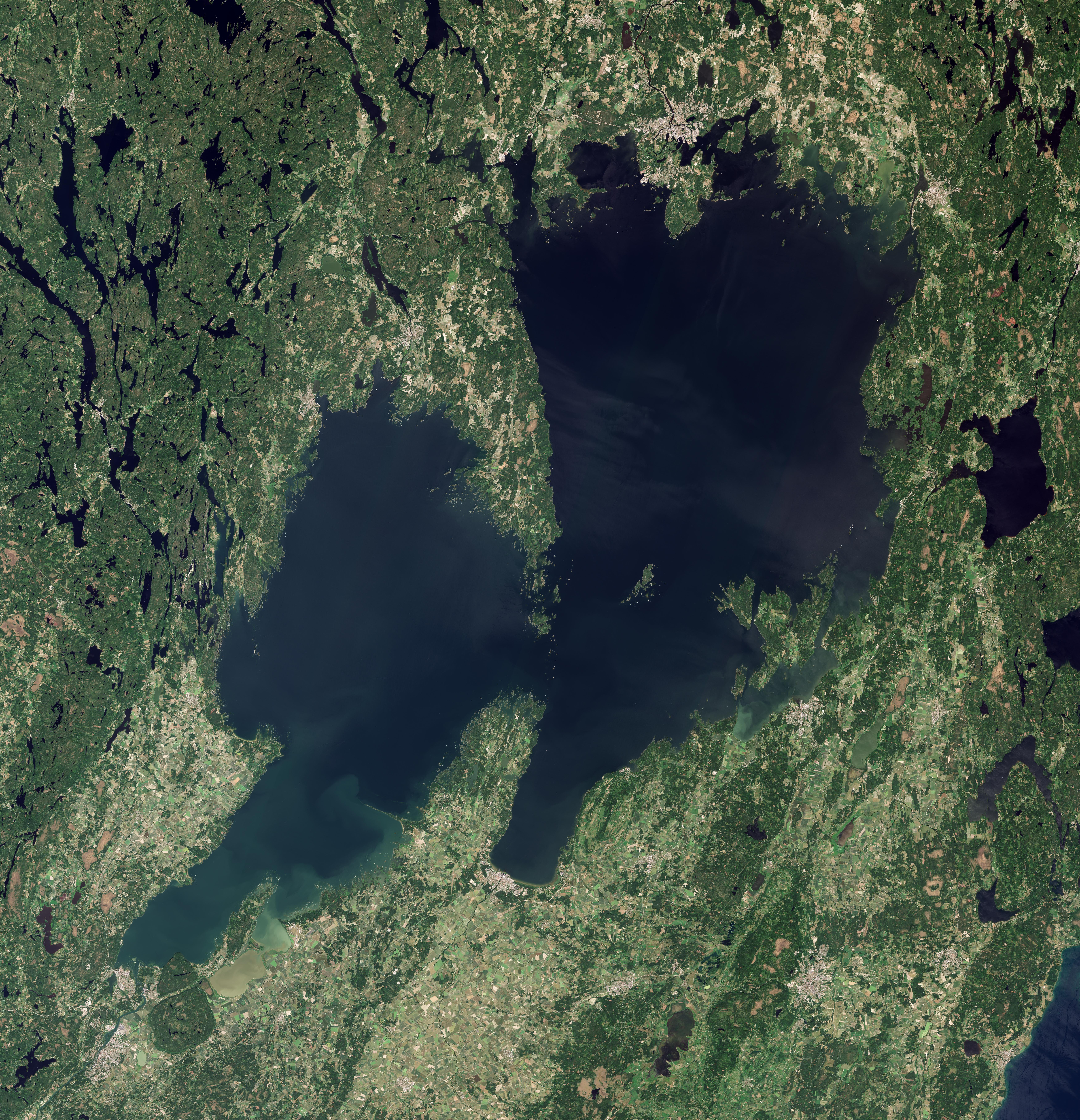
Imatge de satèl·lit de Vänern

Vänern cobreix una àrea de 5.655 km², aproximadament el doble de la superfície de Luxemburg. La seva superfície és de 44 m sobre el nivell del mar i és de mitjana 27 m de profund. La profunditat màxima del llac és de 106 m. El nivell de l'aigua del llac està regulat per la Central Hidroelèctrica de Vargön.
Geogràficament, se situa a l'àrea Götaland, dividit per unes quantes províncies sueques: la part occidental es coneix com el Dalbosjö, i la major part pertany a Dalsland; la part oriental es coneix com a Värmlandsjön, pertanyent les seves parts del nord al Comtat de Värmland i al del sud al Comtat de Västra Götaland.
El seu afluent principal és el Klarälven, que flueix al llac prop de la ciutat de Karlstad, a la costa del nord. És drenat a l'oest sud per Göta älv, que forma part del Canal Göta a través de Suècia.
Les possibilitats de Vänern són demostrades per les ciutats centenaries circumdants, oferint pesca i transport fàcil a: Karlstad (establert el 1584), Kristinehamn (1642), Mariestad (1583), Lidköping (1446) Vänersborg (1644), Åmål (1643), Säffle (1951), i indirectament Trollhättan (1916).
L'arxipèlag de Djurö envolta l'illa de Djurö, al mig del llac, i se li ha donat l'estatus de parc nacional com a Parc Nacional de Djurö.
La carena (muntanya de l'altiplà) Kinnekulle és una atracció turística popular prop de la costa sud-est de Vänern. Té la millor vista sobre el llac (uns 270 m per sobre del nivell del llac). Una altra muntanya propera és Halleberg.

## Medi ambient
Els estudis de seguiment ambiental es realitzen anualment. En un informe de 2002, les dades no mostraven una disminució marcada de la qualitat general de l'aigua, sinó una lleugera disminució de la visibilitat a causa d'un augment de les algues. Un nivell creixent de nitrogen havia estat problemàtic entre els anys setanta i noranta, però ara s'està regulant i es troba a un nivell constant.
Algunes badies també tenen problemes d'eutrofització i s'han cobert d'algues i plàncton vegetal.

## Peixos
Vänern té moltes espècies de peixos diferents. Els locals i els funcionaris del govern intenten fer complir els projectes de preservació de la pesca, a causa de les amenaces a l'hàbitat dels peixos. Aquestes amenaces inclouen el cultiu als afluents, la contaminació i la síndrome M74. La pesca esportiva a Vänern és gratuïta i no regulada, tant des de la costa com des d'embarcacions (amb algunes restriccions, per exemple, un màxim de tres salmons o truites per persona i dia). La pesca comercial requereix permís.
A les aigües obertes de Vänern, el peix més comú és l’esperla (Osmerus eperlanus), dominant a l'est de Dalbosjön, on la mitjana és de 2.600 olors per hectàrea. El segon més comú és el corègon blanc (Coregonus albula), també present a Dalbosjön, amb 200-300 peixos per hectàrea. Les poblacions poden variar molt entre anys, depenent de la temperatura, el nivell de l'aigua i la qualitat.

### Salmó
El llac Vänern té dos subgrups restants d'enclavament del salmó europeu (Salmo salar), conegut localment com a salmó Vänern (Vänerlax). Tots dos són originaris del llac Vänern i tots els peixos parentals han de fresar a les aigües corrents adjacents per garantir la supervivència i produir descendència. El primer subgrup rep el nom d'un afluent oriental del llac, Gullspångsälven i, per tant, s'anomena salmó Gullspång (Gullspångslax). La segona soca és el salmó Klarälv (Klarälvslax), que fresa principalment al Klarälven, sistema de drenatge fluvial, que supera els 500 km de llargada. El salmó de Klarälv va migrar històricament fins als 400 km aigües amunt a Noruega per fresar a les seccions nord del riu.
Aquests dos subgrups de salmònids estan més relacionats amb les poblacions del Bàltic que amb les del mar del Nord, i ambdós, en el seu aïllament, s'han desenvolupat de manera distintiva al llac Vänern durant més de 9.000 anys (Willén, 2001). També són molt notables perquè mai han entrat a l'oceà i, en canvi, han seguit la desglaciació de les conques hidrològiques interiors de Suècia al final de l'últim període glacial. A la dècada de 1800, les captures anuals tant a Vänern com a Klarälven eren elevades (per sobre de 50.000 peixos anuals només a Klarälven), però van disminuir durant la dècada de 1900 fins a nivells molt baixos a la dècada de 1960, semblant-se a molts rius grans d'arreu del món. Fins a l'explotació hidroelèctrica, les captures (amb mètodes de captura molt menys refinats) de salmònids només al llac Vänern eren d'unes 100 tones anuals. A més, hi va haver captures en diversos altres rius i afluents. Per tant, la captura total anual de salmó de Vänern probablement va superar els 100.000 peixos a l'any (entre 350 i 400 tones).
Se sap que aquests salmons grans i sense terra pesen fins a 18 kg al llac Vänern. La variant Gullspång ara es coneix com la soca més gran i de creixement més ràpid. Tot i que això podria haver estat diferent en el passat, com a Klarälven, hi ha informació històrica que un estoc de salmó gran i de creixement primerenc, el pes del qual estava entre 8 kg i 17 kg, que va assolir mentre emigrava fins als seus llocs de fresa a l'afluent noruec de Trysilälven. El salmó sense litoral registrat més gran del món, amb més de 20 kg, també va ser capturat al llac Vättern l'any 1997, documentant-se que era de l'estoc Gullspång. Amb 23 kg, un exemplar de les espècies relacionades de truita comuna (Salmo trutta lacustris) també es va informar que va ser capturat al llac per pescadors comercials locals. Gullspångsälven va tenir, per contra, un augment primerenc del salmó més petit (3-4 kg). Aquesta variant, anomenada els verds («gröningen»), va recórrer el llac Skagern fins a les zones de fresa a Letälven. D'aquestes 5 soques de salmó diferenciades i separades a cadascun d'aquests rius, tant el peix de primavera a Gullspångsälven com el de Klarälven de tardor han desaparegut a causa de la destrucció de l'hàbit. També s'ha extingit la varietat primerenca de salmó gran que una vegada es va generar a la part alta de Noruega.
Es creu que almenys altres 3 subespècies de salmó sense litoral també s'han extingit anteriorment al llac, sobretot a causa de la construcció de centrals hidroelèctriques i preses. Aquest tipus únic de salmó d'aigua dolça també va habitar a Norsälven i els seus afluents (la central elèctrica de Frykfors es va construir l'any 1905, però la pesca del salmó no va acabar al riu fins a l'any 1944 després que es va eliminar l'obligació de mantenir les escales de salmó al seu lloc i es va començar a construir la central d'Edsvalla.
Les poblacions grans i úniques de truita comuna del llac que es troben al llac Vänern, que també es van extingir, inclouen poblacions dels sistemes de drenatge que provenen de Norsälven, Byälven, Upperudsälven, Åmålsån, Borgviksån, Lidan i a la sortida dels llacs els ràpids propers de Vargón (com un tipus molt especial de truita aigües avall anomenada localment Vänerflabben). Només Gullspångsälven i Tidan han confirmat que encara queden petites poblacions de salmònids migratoris autosostenibles procedents de Vänern. Les poblacions de Klarälven es mantenen artificialment mitjançant el transport humà fins a les zones de fresa per sobre de 9 centrals elèctriques i la població migratòria de truita marró aquí està gairebé extingida. No obstant això, la majoria d'aquestes subespècies úniques de salmó europeu que es van trobar al llac Vänern han desaparegut per sempre de la faç de la terra a causa de les incursions de l'home. També hi ha altres espècies de salmònids (truita comuna, truita alpina i thymallus thymallus) que es troben als llacs, rius i rius de connexió. Algunes d'aquestes soques aïllades de truita bruna de llac són de mida molt gran i genèticament úniques, encara que avui també estan greument amenaçades.
Els canvis ambientals negatius a les aigües que contenen les etapes juvenils del salmó (que tenen unes demandes específiques d'aigua neta i corrent en la seva «etapa prèvia al llac» que dura entre 1 i 3 anys) han tingut un efecte no desitjat en la producció d'esmolts naturals que ara entren al llac. Això és especialment cert al riu Gullspång, on es creu que menys de l'1% de l'hàbitat natural productor d'esmolts roman al sistema de drenatge de la conca hidrogràfica circumdant. Tant el salmó com la truita també depenen en gran manera de poder arribar als seus llocs de fresa, que actualment estan molt limitats després de la construcció de nombroses preses en ambdós sistemes fluvials. Altres factors que contribueixen al deteriorament de l'hàbitat inclouen la silvicultura i l'explotació forestal, l'agricultura, l'acidificació de les aigües, la contaminació, la construcció de carreteres, la pressió de la pesca, els depredadors (sobretot visó i corb marí, que són espècies introduïdes accidentalment) i el canvi climàtic.
Per tant, avui es creu que la producció global d'esmolts naturals està molt per sota del 10% de la producció i capacitat anteriors del llac Vänern. En conseqüència, les poblacions de salmó i truita del llac avui depenen en gran manera de la cria de peixos d'esmolts, que també s'alliberen al llac i alguns dels seus afluents cada any ([Consell Suec de Pesca (Fiskeriverket)], [Fortum (l'explotació hidroelèctrica) firma)], [el Consell Administratiu del Comtat de Värmland (Länsstyrelssen I Värmland)] i [Estadística Suècia (SCB, http://www.scb.se)]). Però aquest procediment no s'ha demostrat de cap manera que sigui adequat per substituir la capacitat de producció natural anterior mantenida en aquestes aigües, la qual cosa ha provocat una desaparició tant en volums com en la qualitat global de les soques silvestres restants.
La proporció de salmó salvatge i truita combinada a la captura comercial a Vänern ha augmentat des d'un màxim del 5% el 1997 (Fiskeriverket i Länsstyrelsen i Värmlands län, 1998) fins al 30-50% el 2008. L'augment de la proporció de peixos salvatges al llac podria ser el resultat de (1) l'augment de la producció natural i/o la protecció de peixos salvatges, i (2) la disminució del nombre i/o la disminució de la supervivència d'alevins de cria. Com que les pesqueries actuals del llac Vänern depenen completament de la producció de cria, la millora de les taxes de supervivència dels esmolts de cria podria augmentar les taxes de captura. No obstant això, recentment, la disminució de les taxes de captura de salmó i truita criats en cria a Suècia a tot el país ha generat preocupacions sobre l'estat, o la «qualitat» dels esmolts que s'alliberen. Les companyies elèctriques, obligades per deures compensatoris a causa de veredictes en llicències donades, també s'han esforçat per alliberar un percentatge més alt de peixos d'un any, en contraposició al cicle més natural de 2 anys. Tota aquesta situació imperant també ha provocat un impacte negatiu tant en la diversitat genètica de les poblacions restants (Ros, 1981) com en els seus trets únics però mal conservats, donant lloc al seu estat actual en perill d'extinció.

### Altres peixos
Els peixos grans més importants del llac són la truita comuna (Salmo trutta) i el sandre (Sander lucioperca). El peix petit més important és el gasterostèids.
Vänern té cinc espècies distingides de peix blanc:
- Coregonus pallasii (també comú a Neva, golf de Finlàndia, mar Bàltic)

- Peix blanc fluvial lacustre (Coregonus megalops)

- Coregonus maxillaris (població coneguda principalment a Suècia)[20]

- Coregonus nilssoni

- Peix blanc de Valaam (Coregonus widegreni)

## Ocells
Els ocells més comuns a prop de Vänern són els estèrnids i les gavines.
Els grans corbs marins han tornat i estan florint. Això ha contribuït a l'augment de la població de Pigarg cuablanc, que s'alimenten de corb marí.